# 啦啦隊之舞
熱舞☆啦啦隊（日語：チア☆ダン）是2018年7月13日起於TBS電視台聯播網的「TBS週五連續劇」時段播出的連續劇，由土屋太鳳主演。
本劇為伊原六花於演藝圈出道後的首部戲劇作品。她是於2017年以結合歌手荻野目洋子「Dancing hero（eat you up）」舞蹈風格的「Bubbly dance」而備受注目的大阪府立登美丘高等學校熱舞社的前社長。
2018年5月3日正式開拍，劇中外景於福井縣敦賀市拍攝。

## 劇情概要
此電視劇時間設定為電影《青春後空翻》的9年後，對在全美大賽獲得第一名「JETS」充滿憧憬的鄰鎮高中（福井縣立福井西高等學校）就學的女主角，報考「JETS」失敗而校內啦啦隊成員不支持啦啦隊舞，因而在學校成立啦啦隊舞社，以「打倒JETS」及「稱覇全美」夢想為故事主軸。而飾演電影《青春後空翻》女主角友永光的廣瀨鈴以特別演出的身分登場，飾演母校福井縣立福井中央高校老師暨「JETS」的副顧問兼教練。

## 登場人物

### 福井西高等學校學生
- 藤谷若葉（藤谷わかば）：土屋太鳳（香港配音：羅孔柔）

ROCKETS隊長。2年B班學生。藤谷葵的妹妹。椿山春馬的青梅竹馬。
- 桐生汐里：石井杏奈[5]（香港配音：何寶珊）

ROCKETS成員。來自東京的轉校生。2年C班學生。喜歡椿山春馬。
- 櫻澤麻子：佐久間由衣（香港配音：張頌欣）

ROCKETS成員。2年B班班長，成績優異。副校長櫻澤伸介的女兒。
- 柴田茉希：山本舞香（香港配音：黃昕瑜）

ROCKETS成員。2年D班學生。加入ROCKETS之前沒有上課，於晚上經常在街上獨自跳舞。初中時因發生一件事而令她不信任任何人，加入ROCKETS之後只信任桐生汐里，後來被其開解而打開心扉。
- 栗原渚：朝比奈彩（香港配音：劉惠雲）

ROCKETS成員。2年A班學生，同時隸屬於田徑隊。
- 榎木妙子：大友花戀（香港配音：陳皓宜）

ROCKETS成員。2年A班學生，父親經營「榎木食堂」。
- 橘穗香：箭内夢菜（香港配音：葉曉欣）

ROCKETS成員。2年D班學生，芭蕾舞經驗者。
- 蓮實琴：志田彩良（香港配音：凌晞）

ROCKETS成員。2年C班學生，日本舞舞者之女，有跳日本舞的經驗。
- 椿山春馬：清水尋也（香港配音：曹啟謙）

藤谷若葉的青梅竹馬。
- 柳澤有紀：八木莉可子（香港配音：何璐怡）

藤谷若葉的同學，為ROCKETS設計衣服和制服。
- 麻生芙美：伊原六花（香港配音：曾秀清）

ROCKETS成員。
- 梶山環奈（梶山カンナ）：足立佳奈（香港配音：林元春）

ROCKETS成員。
- 稻森望：堀田真由（香港配音：成瑤孆）

啦啦隊學會成員，因為藤谷若葉決定跳啦啦隊舞而和她反目及針對ROCKETS，後來因若葉將表演機會讓給啦啦隊學會而和她和好，然後加入ROCKETS。
- 蘆田櫻（芦田さくら）：福地桃子（香港配音：何晶晶）
- 三枝美菜：石崎夏美（香港配音：陳琴雲）
- 樫村惠理：坂上茜（香港配音：魏惠娥）
- 菅沼香：溝口惠（香港配音：吳羨婷）
- 大竹真子：守屋琴梨（香港配音：李潤知）
- 武藤夕實：佐生雪（香港配音：鄭麗麗）
- 上杉昇：高橋里恩（香港配音：李安邦）

### 福井西高等學校教職員
- 蒲生駒子：阿川佐和子（香港配音：沈小蘭）

校長。
- 櫻澤伸介：木下鳳華（香港配音：葉振聲）

副校長。
- 漆戸太郎：小田切讓（香港配音：蘇強文）

ROCKETS的顧問。
- 杉原正道：本多力（香港配音：陳卓智）

老師。
- 松井市子：森矢寬和（香港配音：魏惠娥）
- 菊池恭介：木原勝利（香港配音：關令翹）

### JETS
- 花房月子：小倉優香（香港配音：陳皓宜）
- 友永光：廣瀨鈴（特別演出，第1集）（香港配音：何璐怡）

### 藤谷家
- 藤谷葵：新木優子（香港配音：廖杏茵→陳琴雲）

ROCKETS的教練、前JETS團員。藤谷若葉的姊姊。
- 藤谷勝也：高橋和也（香港配音：翟耀輝）

藤谷葵和藤谷若葉的父親
- 藤谷房子：紺野真晝（香港配音：謝潔貞）

藤谷葵和藤谷若葉的母親

### 漆戶家
- 漆戸今日子：松本若菜（香港配音：詹健兒）

漆戸太郎的妻子
- 漆戸大和：高村佳偉人（香港配音：伍秀霞）

漆戸太郎的兒子

### 其他人物
- 木田隆：岐洲匠（香港配音：張方正）

### 各集登場人物

#### 第1集
- 中村：八木正幸

#### 第3集
- 榎木洋：星田英利（第5集）（香港配音：劉奕希）
- 司儀：麻里繪（日语：まりゑ）（香港配音：林元春）
- 早乙女薰子：天海祐希

#### 第4集
- 真鍋博正：小手伸也（香港配音：招世亮）
- 夏穗：大和田南那

#### 第5集
- 大野希子：陽月華

## 製作團隊
- 劇本：後藤法子、德尾浩司
- 原作：電影《青春後空翻》製作委員會
- 主題曲：Sambomaster「輝きだして走ってく」（發出光芒 向前邁進）[6]
- 插入曲（第四集）：The Blue Hearts「人にやさしく／ハンマー」（待人和善／HAMMER）
- 插入曲（第六集）：Sambomaster「できっこないを やらなくちゃ」（即便做不到 還是得去做）
- 特別協助：福井縣
- 協助：一般社團法人日本啦啦隊協會、福井縣立福井商業高等學校】啦啦隊社「JETS」
- 製作人：韓哲
- 協力製作：高山暢比古
- 導演：福田亮介、金子文紀、岡本伸吾、渡部篤史
- 製作出品：TBS電視台

## 播出日程（TBS）
| 各集                                                   | 播出日期 | 日文標題 | 中文標題                                                       | 劇本     | 導演     | 收視率 |
| ------------------------------------------------------ | -------- | -------- | -------------------------------------------------------------- | -------- | -------- | ------ |
| 第1集                                                  | 7月13日  |          | 目標是稱霸全美！超弱高中生挑戰無法達成的夢想的奇蹟故事         | 後藤法子 | 福田亮介 | 8.5%   |
| 第2集                                                  | 7月20日  |          | 這是我現在最想做的事！追求夢想的的新朋友們                     | 後藤法子 | 福田亮介 | 8.6%   |
| 第3集                                                  | 7月27日  |          | 首次參加比賽結果卻慘敗…超弱指導老師太郎的含淚聲援              | 德尾浩司 | 金子文紀 | 6.6%   |
| 第4集                                                  | 8月3日   |          | 我是為了誰露出笑容的呢…因啦啦舞而出現的奇蹟                    | 德尾浩司 | 金子文紀 | 7.3%   |
| 第5集                                                  | 8月10日  |          | 我絕不允許妳傷害我的夥伴！校慶時立下的約定                     | 德尾浩司 | 福田亮介 | 5.5%   |
| 第6集                                                  | 8月17日  |          | 想傳達給太郎老師的命與淚的聲援！因指導老師缺席而下達的廢社命令 | 木村涼子 | 岡本伸吾 | 6.1%   |
| 第7集                                                  | 8月24日  |          | 20位社員參加的首場比賽！不論是夢想還是夥伴，都絕對不能放棄     | 渡邉真子 | 渡部篤史 | 7.1%   |
| 第8集                                                  | 8月31日  |          | 疑似施暴…取消參賽資格？就算懷疑全世界，也要相信夥伴！          | 德尾浩司 | 福田亮介 | 6.6%   |
| 第9集                                                  | 9月7日   |          | 因傷而放棄參加全國大會？康復的太郎老師引導而出的奇蹟           | 木村涼子 | 岡本伸吾 | 6.8%   |
| 第10集                                                 | 9月14日  |          | 實現夢想的人徹底改變！今晚是奇蹟的最終場啦啦舞                 | 木村涼子 | 福田亮介 | 7.9%   |
| 平均收視率7.1%（收視率由Video Research於關東地區統計） |          |          |                                                                |          |          |        |

## 外部連結
- 《Cheer☆dance》－TBS電視台官方網站（页面存档备份，存于）
- 《熱舞☆啦啦隊》－緯來日本台官方網站（页面存档备份，存于）
- 豆瓣电影上《啦啦队之舞》的資料 （简体中文）

| 日本 TBS電視台 週五連續劇                    | 日本 TBS電視台 週五連續劇                        | 日本 TBS電視台 週五連續劇 |
| -------------------------------------------- | ------------------------------------------------ | ------------------------- |
|                                              | 啦啦隊之舞 （2018.07.13 - 2018.09.14）           |                           |
| 有家可歸的戀人們 （2018.04.13 - 2018.06.22） | 大戀愛～和忘記我的你 （2018.10.12 - 2018.12.14） |                           |

| 臺灣 緯來日本台 星期六 22:00 - 23:00 | 臺灣 緯來日本台 星期六 22:00 - 23:00    | 臺灣 緯來日本台 星期六 22:00 - 23:00 |
| ------------------------------------ | --------------------------------------- | ------------------------------------ |
|                                      | 熱舞☆啦啦隊 （2018.07.21 - 2018.09.14） |                                      |
| —                                    | —                                       |                                      |

| 香港 myTV SUPER 日劇台 星期四 13:30 - 14:30、16:30 - 17:30、19:30 - 20:30及22:30 - 23:30                     | 香港 myTV SUPER 日劇台 星期四 13:30 - 14:30、16:30 - 17:30、19:30 - 20:30及22:30 - 23:30 | 香港 myTV SUPER 日劇台 星期四 13:30 - 14:30、16:30 - 17:30、19:30 - 20:30及22:30 - 23:30 |
| --- | ---------------------------------------------------------------------------------------- | ---------------------------------------------------------------------------------------- |
| | 高校啦啦隊（原聲版） （2018.09.06 - 2018.11.08）                                         |                                                                                          |
| 逃亡花 （2018.07.26 - 2018.08.30）                                                                           | 孤獨的美食家3 （2018.11.15 - 2018.11.30）                                                |                                                                                          |
| 香港 無綫電視 J2 星期六／日（逢非賽馬日）13:30 - 14:30及下星期三15:00 - 16:00（重播） · 5月2日 13:30 - 14:45 |                                                                                          |                                                                                          |
| MIX （動畫） （2020.02.09 - 2020.04.25）                                                                     | 高校啦啦隊（配音版） （2020.05.02 - 2020.07.04）                                         | 高校供餐王（配音版） （2020.07.11 - 2020.10.31）                                         |